# Mercado Municipal de Ciudad Sandino
El Mercado Municipal de Ciudad Sandino es el principal centro de comercio popular del municipio de Ciudad Sandino, perteneciente al departamento de Managua, Nicaragua. Sirve como punto de abasto de productos de consumo básico, artículos para el hogar y mercancías diversas para los habitantes del municipio y zonas aledañas.

## Historia
El mercado fue construido a finales de los años 1990 con apoyo del gobierno local, debido al crecimiento poblacional de la zona y la necesidad de centralizar el comercio informal que se desarrollaba en calles y aceras. Desde su fundación, ha sido un pilar económico para cientos de familias comerciantes.

## Infraestructura y productos
El mercado cuenta con más de 600 tramos o puestos distribuidos en diferentes secciones: abarrotes, frutas y verduras, carne, ropa, calzado, productos de limpieza, electrodomésticos y comedores populares. También hay pequeños talleres de reparación, farmacias y tiendas de productos agrícolas.
En los últimos años, la Alcaldía de Ciudad Sandino ha promovido la mejora de la infraestructura mediante el techado de áreas, pavimentación de andenes, habilitación de servicios sanitarios, electricidad y sistemas de desagüe.

## Transporte y ubicación
El mercado se ubica en la zona céntrica de Ciudad Sandino, frente a la Alcaldía municipal. Es accesible por transporte urbano e intermunicipal proveniente de Managua, Mateare, El Crucero y otros puntos del occidente del departamento. Diversas rutas de buses y microbuses pasan por el sector, facilitando el flujo comercial y de pasajeros.

## Proyectos y desafíos
Entre los principales retos del mercado están la necesidad de expansión para alojar a vendedores ambulantes, la mejora en el manejo de residuos sólidos, y el fortalecimiento de la seguridad. En 2023 se anunció un plan de ampliación del mercado para habilitar una nueva sección de tramos y estacionamiento.